# المدمرة اليابانية تيروزوكي (1941)
تيروزوكي (باليابانية: 照 月، أي «القمر الساطع» أو «القمر المضيء») كانت مدمرة من طراز أكيزوكي تابعة للبحرية الإمبراطورية اليابانية.